# Smalpricklav
Smalpricklav (Arthonia dispersa) är en lavart som först beskrevs av Heinrich Adolph Schrader och fick sitt nu gällande namn av William Nylander. 
Smalpricklav ingår i släktet Arthonia och familjen Arthoniaceae.  Arten är reproducerande i Sverige. Inga underarter finns listade i Catalogue of Life.